# 佐野剛基
佐野 剛基（さの ごうき）は、日本の元子役。

## 出演

### テレビ

#### フジテレビ系列
- 電車男 － ミツル役
- まるまるちびまる子ちゃん － はまじ役
- 西遊記 － 小福役
- トライアングル - 堀米卓也（幼少）役
- 少年時代 - 杉本達夫役

### CM
- 森永製菓・おっとっと
- 永谷園焼肉と一緒に食べたいスープ
- EPSON
- マクドナルド
- カゴメ・野菜生活ソフト

| スタブアイコン | サブスタブ | この項目は、まだ閲覧者の調べものの参照としては役立たない、俳優（男優・女優）に関連した書きかけの項目です。この項目を加筆・訂正などしてくださる協力者を求めています（P:映画/PJ芸能人）。 |